# Collinsia oxypaederotipus
Collinsia oxypaederotipus là một loài nhện trong họ Linyphiidae.
Loài này thuộc chi Collinsia. Collinsia oxypaederotipus được Crosby miêu tả năm 1905.